# 앤데일

앤데일(Andale)은 미국 캔자스주 세지윅군의 도시이다. 2010년 인구 조사 기준으로 이 도시의 인구 수는 총 928명이다.

## 역사
앤데일은 1880년대 초에 건립되었다. 이 도시의 이름은 정착 선구자들인 앤더슨스(Andersons)와 데일즈(Dales)의 성에서 비롯된 것이다.
앤데일은 미주리 퍼시픽 레일로드의 정거 지점이자 선적 지점이다.

## 인구
| 인구조사              | 인구 | Note  | %±    |
| --------------------- | ---- | ----- | ----- |
| 1910년                | 237  |       | —     |
| 1920년                | 259  |       | 9.3%  |
| 1930년                | 255  |       | −1.5% |
| 1940년                | 289  |       | 13.3% |
| 1950년                | 316  |       | 9.3%  |
| 1960년                | 432  |       | 36.7% |
| 1970년                | 500  |       | 15.7% |
| 1980년                | 538  |       | 7.6%  |
| 1990년                | 566  |       | 5.2%  |
| 2000년                | 766  |       | 35.3% |
| 2010년                | 928  |       | 21.1% |
| 2019 (추산)           | 987  | [ 5 ] | 6.4%  |
| U.S. Decennial Census |      |       |       |